# May First Movement Technology
May First Movement Technology, auch bekannt als May First/People Link (MF/PL) oder abgekürzt May First wurde 2005 gegründet.
Sie ist eine gemeinnützige Mitgliederorganisation, die durch gegenseitige Hilfe Internetdienste wie Webhosting für Organisationen und Einzelpersonen bereitstellt. Der rechtliche Name, anzugeben bei Spenden für diese nach 501(c)(3) steuerbefreite Organisation, ist Media Jumpstart, Inc.
MF/PL wurde 1995 gegründet und hat seinen Sitz in New York City. Sie ist eine der ältesten Organisationen im Internet. Ein Mitglied der Association for Progressive Communications, MF/PL-Direktoren, Führungskräfte und Mitglieder einigten sich im Jahr 2006 auf Grundsätze für den fortschrittlichen Einsatz von Technologie, die in einer Gemeinsamen Erklärung dargelegt werden.
Von der MF/PL-Website:
```
    ...eine Organisation, die das Konzept des „Internet Service Providers“ auf kollektive, fortschrittliche und kollaborative Weise neu definiert. Die Mitglieder von May First/People Link sind wie eine Genossenschaft: Wir zahlen Beiträge, kaufen Ausrüstung und dann verwenden wir alle diese Ausrüstung nach Bedarf für Websites, E-Mails, E-Mail-Listen und so ziemlich alles andere, was wir im Internet tun...
```

Im Jahr 2023 verfügt May First Movement Technology über etwa 850 Mitglieder.

## Geschichte
May First/People Link, CWA Lokal 1180 AFL-CIO-Mitglieder, entstand 2005 aus dem Zusammenschluss der beiden Anbieter May First und People Link.
- People Link begann 1995 mit der Bereitstellung von Hosting für Organisationen.
- Das May First Technology Kollektiv unterstützte 1999 den Technologiebedarf von Organisationen.

Die Geschichte von MF/PL als eine der ältesten und größten politisch fortschrittlichen Organisationen der Welt im Bereich Informations- und Kommunikationstechnik(IKT) begann in den Jahren vor der Antiglobalisierungsbewegung mit der Unterstützung der alternativen Medien.

## Leitung
Die aktuellen Co-Direktoren von May First/People Link sind Alfredo Lopez und Jamie McClelland. Gründungsmitglieder und andere Mitglieder der MF/PL-Führung werden von Organisationen wie The Praxis Project, NACLA, Progressive Technology Project und The Brecht Forum vertreten.

## Mitglieder
Bemerkenswerte MF/PL-Mitglieder sind The Yes Men, Independent Media Centers, Fairness and Accuracy in Reporting und das Left Turn Magazine. Über 500 Mitglieder vertreten Organisationen wie Lebensmittelkooperativen, indigene Netzwerke, Basisorganisationen, Gewerkschaften und Schulen.

## Projekte
MF/PL organisierte kollaborative Technologie für das Weltsozialforum 2009 in Belem, Brasilien. Für das United States Social Forum wurde MF/PL 2007 in die Leitung der Technologieorganisation für Atlanta, Georgia, aufgenommen und war Mitglied des Nationalen Planungsausschusses für die Arbeitsgruppe Information, Kommunikation und Technologie im Vorfeld der Veranstaltung in Detroit, Michigan im Jahr 2010.
Der Schutz der fairen Nutzung und der freien Meinungsäußerung im Internet[2][3] vor dem DMCA zusammen mit der Electronic Frontier Foundation[4] ist für das Recht ihrer Hunderten von Mitgliedern, sich online zu organisieren, von wesentlicher Bedeutung.
Die Software „Collaborative Democracy“ wurde für einen Workshop am USSF im Jahr 2007 zum Thema „Internet Bill of Rights“ geschrieben.[5] Es hat viele Hundert Menschen aus der ganzen Welt dazu gebracht, sich interaktiv und gleichzeitig an Themen wie Wirtschaftsrechten, Technologieprinzipien und partizipativer Governance zu beteiligen. Es wurde gleichzeitig in Guatemala-Stadt und New York City während des Social Forum of the Americas im Jahr 2008 und in vier Ländern zwischen Jugendlichen, in Guatemala, Quebec, New York und Brasilien für das WSF 2009 aufgeführt.
MF/PL ist ein Community-Mitglied der Drupal-Website-Entwicklung[6] und unterstützt uneingeschränkt die Verwendung von freier und Open-Source-Software.

## Finanzberichte
Media Jumpstart Inc. ist seit Juli 2001 steuerbefreit und hat die EIN-Nummer 13-4062019.
- Berichte bei Influencewatch
- Berichte bei ProPublica

## Berichterstattung in den Medien
Die einzige Berichterstattung, in den Hauptmedien, bezog sich auf die Zeit, als im Jahr 2012 eine Reihe von Bombendrohungen gegen die University of Pittsburgh ausgesprochen wurden und das FBI einen Server beschlagnahmte, der zum anonysierten Weiterversand von E-Mails diente (Mixmaster-Remailer):

- Server von Riseup.net beschlagnahmt. taz
- FBI Seizes Activists' Anonymizing Server In Probe Of Pittsburgh's Bomb Threats, Forbes
- FBI Uses 'Sledgehammer' to Seize E-Mail Server in Search for Bomb Threat Evidence, Wired
- FBI Seizes Riseup Email Network Server, Democracy Now!
- UPDATE: With May First/Riseup Server Seizure, FBI Overreaches Yet Again, Electronic Frontier Foundation

Einige weitere Höhepunkte über die Arbeit von May First werden hier geschrieben:
- Seeding change: May First Movement Technology converges around technology and direct activism, Association for Progressive Communications (APC)
- Q&A with May First/People Link Co-Director and Internet activist Alfredo Lopez., MediaJustice

## Veröffentlichungen
2007: Das organische Internet: Die größte soziale Bewegung der Geschichte organisieren